# Гемин (писатель)
Геми́н (др.-греч. Γεμῖνος; лат. Geminus; III век) — пресвитер церкви в Антиохии, христианский писатель. 64-я глава книги Иеронима Стридонского «О знаменитых мужах» посвящена Гемину. Гемин жил во время правления Римского императора Александра (222—235 годы) и епископа Антиохийского Зевин (232—240 годы). Особенно Гемин выдвинулся во время, когда епископом в Александрии стал Геракл (231—248 годы). Иероним Стридонский сообщал о том, что Гемин оставил несколько памятников своего гения. Сочинения Гемина не сохранились.